# Silent Running
Pour plus de détails, voir Fiche technique et Distribution.
Silent Running, également connu sous le titre Et la Terre survivra, est un film de science-fiction réalisé par Douglas Trumbull, sorti en 1972, avec Bruce Dern, Cliff Potts et Ron Rifkin.
Le scénario est de Deric Washburn, Michael Cimino et de Steven Bochco.

## Synopsis
Dans le futur, la Terre dévastée par un désastre écologique n'a plus assez de ressources naturelles pour survivre : la végétation a presque totalement disparu. À bord du transporteur spatial Valley Forge, une équipe de chercheurs cultive des forêts et de nombreuses espèces végétales sauvées de la catastrophe, notamment le botaniste Freeman Lowell (Bruce Dern) qui s'occupe avec passion de l'entretien des serres géantes avec l'aide de robots, les drones Huey et Dewey. Quand, pour des raisons économiques, l'ordre leur est donné de détruire les cultures et de ramener leur vaisseau, Freeman s'y refuse. Il tue les trois membres de l'équipage et mettra tout en œuvre pour sauver la dernière serre de la destruction et prendre le contrôle du transporteur,,.

## Fiche technique
- Titre original : Silent Running
- Titre français : Silent Running[4] ou Et la Terre survivra[5],[6],[7]
- Réalisation : Douglas Trumbull
- Scénario : Deric Washburn, Michael Cimino et de Steven Bochco
- Photographie : Charles F. Wheeler
- Musique : Peter Schickele
- Musique complémentaire : Joan Baez
- Montage : Aaron Stell
- Décors : Frank Lombardo
- Directeur des effets visuels : Douglas Trumbull
- Production : Michael Gruskoff
- Société de distribution : Universal Pictures
- Pays de production :  États-Unis
- Langue originale : anglais américain
- Durée : 89 minutes
- Date de sortie :
  - États-Unis : 10 mars 1972
  - France : 3 décembre 1975[4]
- Affiche : Macario Gómez Quibus (Espagne)

## Distribution
- Bruce Dern (VF : François Leccia) : Freeman Lowell
- Cliff Potts (VF : Mario Santini) : John Keenan
- Ron Rifkin (VF : José Luccioni) : Marty Barker
- Jesse Vint (VF : Jacques Bernard) : Andy Wolf
- Mark Persons : drone #1, alias Dewey (Roger en VF) (Bleu)
- Steve Brown et Cheryl Sparks : drone #2, alias Huey (Louis en VF) (Orange)
- Larry Whisenhunt : drone #3, alias Louie (Petit Louis en VF) (Gris)

## Réception
Sur Rotten Tomatoes, le film obtient un taux d'approbation de 71% sur la base des avis de 31 critiques. L'avis général est le suivant : « Il ne réalise pas le potentiel de ses thèmes ambitieux, mais Silent Running s'impose comme un type résolument unique de voyage de science-fiction marqué par un travail intime sur les personnages et une ambiance mélancolique »
Vincent Canby, qui a fait la critique du film pour The New York Times, a déclaré que Silent Running « n'est pas un film de science-fiction de pacotille, mais il est un peu trop simple d'esprit pour être constamment divertissant ». Jacques Siclier, dans le quotidien Le Monde, à la sortie du film en 1975, salue : « l'interprétation hallucinée de Bruce Dern », qui lui semble rendre « poignante cette constatation, cette disparition de l'homme dans l'ordinateur ». Environ quarante ans plus tard, dans le même quotidien, en 2016, Jacques Mandelbaum a un point de vue différent sur ce film :  « “Précurseur” tant qu’on veut, au même titre que nombre de films de cette période d’ailleurs, mais “chef-d’œuvre”, cela reste à voir [...] En dépit du fait qu’il soit globalement apprécié des cinéphiles, et parmi eux des fans de science-fiction, le film, qui n’eut aucun succès, est affaibli par la performance démonstrative de Dern, par sa dramaturgie pour le moins sommaire, et par un budget qui limitait singulièrement les possibilités de se montrer à la hauteur de l’“espace” envisagé ».

## Autour du film
- La bande originale du film contient des morceaux chantés par Joan Baez, écrits par Diane Lampert et Peter Schickele[10].
- Michael Cimino, futur réalisateur de Voyage au bout de l'enfer et de La Porte du paradis, a fait avec ce film ses débuts comme scénariste.
- Le film a été en compétition au Festival international du film fantastique d'Avoriaz, pour sa première édition, en 1973.
- En France, le film a parfois été diffusé sous le titre Et la Terre survivra.
- Les petits robots assistants qui apparaissent dans le film (interprétés par des culs-de-jatte dissimulés par un costume), avec leur aspect vaguement humanoïde, ont marqué les esprits. Ils inspireront notamment George Lucas et Andrew Stanton, créateurs respectifs de R2-D2 et WALL-E, ainsi que les créateurs du jeu vidéo Super Mario Odyssey avec les robots du "Pays de la Forêt".
- Les robots assistants portent en V.O. les prénoms des neveux du personnage de dessin animé Donald Duck (Huey, Dewey and Louie). La version française ne relève pas cette référence et rebaptise les personnages "Roger", "Louis" et "Petit Louis", à la place des noms français traditionnels de ces personnages (Riri, Fifi et Loulou)[11].
- Impressionné par les effets spéciaux de Silent Running, George Lucas contacte, en 1975, Douglas Trumbull pour lui confier les effets spéciaux du prochain film sur lequel il était en pré-production, La Guerre des étoiles. Souhaitant ne se consacrer désormais qu'à la réalisation de ses propres films, Douglas Trumbull déclina l'offre mais redirigea George Lucas vers ses propres collaborateurs, dont John Dykstra et Richard Edlund. Ils fonderont alors le studio d’effets spéciaux Industrial Light and Magic (ILM); qui deviendra un studio de premier ordre pour la réalisation d'effets spéciaux.
- C'est un des premiers films à traiter d'écologie, thématique novatrice et montante dans les années 1970, et à prédire les catastrophes écologiques et le réchauffement climatique. Pour le Chicago Reader, c'est "le plus grand film de plantes d'Hollywood"[12].